# Xã Chester, Quận Poweshiek, Iowa
Xã Chester (tiếng Anh: Chester Township) là một xã thuộc quận Poweshiek, tiểu bang Iowa, Hoa Kỳ. Năm 2010, dân số của xã này là 302 người.